# Gran Premi Jasnej Góry
El Gran Premi Jasnej Góry va ser una cursa ciclista d'un dia que es disputava a Polònia. Es va crear el 2005 i el 2008 va entrar a formar part del calendari de l'UCI Europa Tour. El 2011 va ser la seva última edició.

## Palmarès
| Any  | Vencedor           | Segon               | Tercer             |
| ---- | ------------------ | ------------------- | ------------------ |
| 2005 | Radosław Romanik   | Robert Radosz       | Krzysztof Kuzniak  |
| 2006 | Mateusz Komar      | Dawid Krupa         | David Krupiaski    |
| 2007 | Tomasz Lisowicz    | Sebastian Martyniak | Bartosz Huzarski   |
| 2008 | Tomasz Kiendyś     | Mateusz Mróz        | Vitaliy Kondrut    |
| 2009 | Anatoliy Pakhtusov | Robert Radosz       | Krzysztof Jeżowski |
| 2010 | Vitaliy Popkov     | Tomasz Kiendyś      | Robert Radosz      |
| 2011 | Jacek Morajko      | Konrad Czajkowski   | Paweł Bernas       |